# یوگنی یوستیگنیف
یوگنی یوستیگنیف (روسی: Евгений Александрович Евстигнеев؛ ‏ ۹ اکتبر ۱۹۲۶ – ۵ مارس ۱۹۹۲) بازیگر اهل روسیه بود.
از فیلم‌ها یا برنامه‌های تلویزیونی که وی در آن نقش داشته‌است، می‌توان به دوئل، دیگر هرگز، دل سگ، لحظات هفده‌گانه بهاری و چایکوفسکی اشاره کرد.
وی همچنین برندهٔ جوایزی همچون جایزه دولتی اتحاد شوروی، جایزه هنرمند مردمی اتحاد جماهیر شوروی و نشان لنین شده‌است.